# Palmyreens Aramees

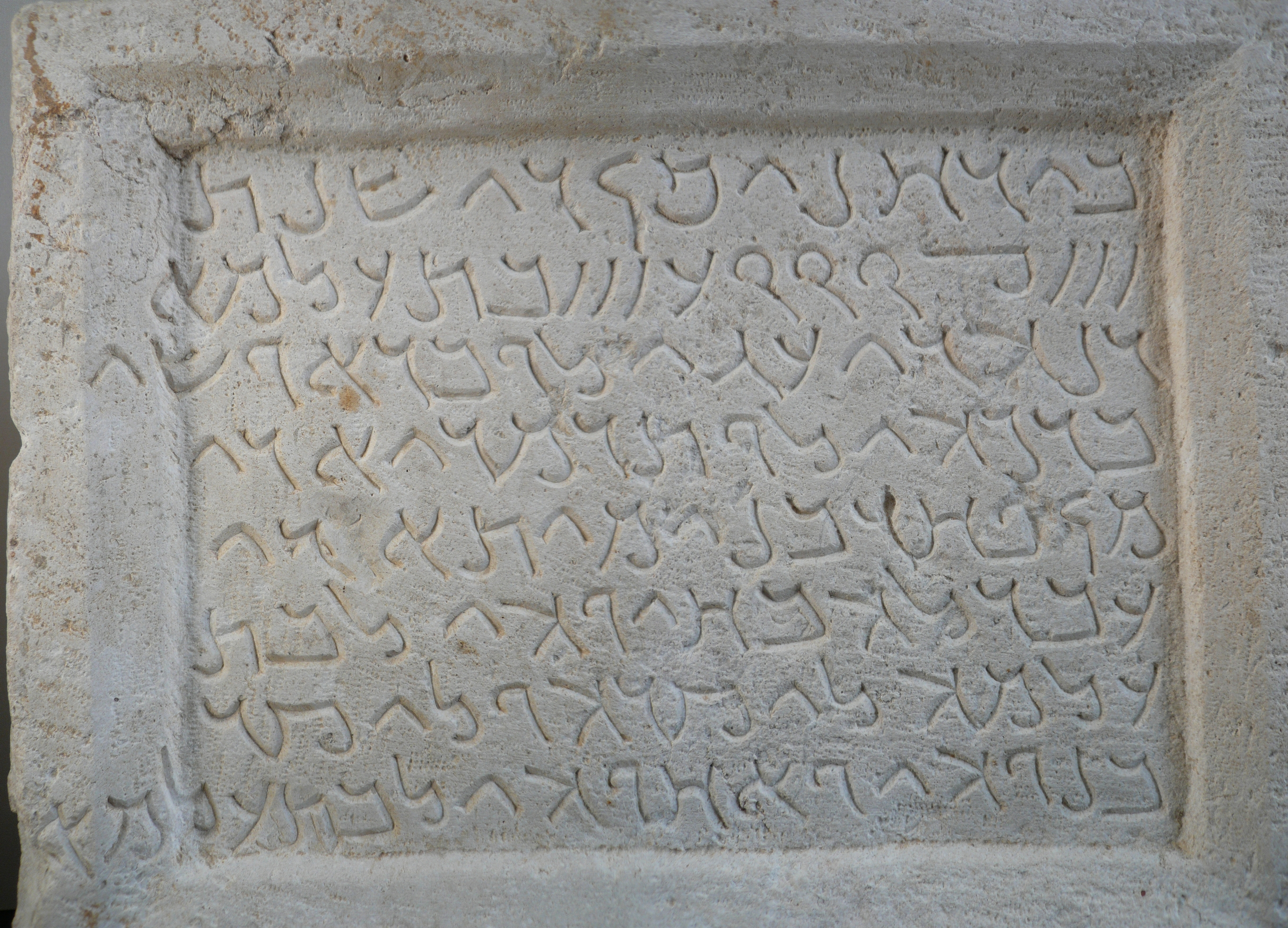
Palmyreens geschreven op een tablet in het Louvre Museum

Palmyreens Aramees was een Aramees dialect dat gesproken werd in het gebied rond de Syrische stad Palmyra, in het begin van onze jaartelling. Cursieve varianten van het Aramees lagen ten grondslag aan het Palmyreense schrift. Het Palmyreens-Aramees lijkt veel op het Syrisch-Aramees, de liturgische taal van de Syrisch-orthodoxe en Syrisch-Katholieke Kerk.
Een ander bekend Aramees dialect was het Nabatees. Een aantal van deze West-Aramese dialecten worden heden nog gesproken in enkele dorpen in Syrië, zoals Ma'loula.